# Paul Biedermann
Paul Bidermann (Halle, 7 d'agost de 1986) és un nedador alemany d'estil lliure. És l'actual posseidor del rècord mundial en els 200 i 400 metres lliures.

## Trajectòria

### Jocs Olímpics de 2008
Biedermann va guanyar la final dels 200 m lliures del Campionat d'Europa de Natació de 2008, amb un temps de 1:46.59. Amb els temps de 3:47.69. en els 400 m., i 1:46.37. en els 200 m. lliures, es va classificar per als Jocs Olímpics de Pequín. En aquests jocs, va quedar en cinquena posició en la final dels 200 metres lliures, amb un temps d'1:46.00, i 17è en la general dels 400 metres amb un temps de 3:48.03.

### Campionat Mundial de 2009
El 26 de juliol de 2009, Biedermann va guanyar la final dels 400 metres lliures del Campionat Mundial de Natació de 2009 a Roma, superant al campió olímpic dels 1500 m, Oussama Mellouli en els darrers 50 metres, amb un temps de 3:40.07, baixant per quasi tres segons la seva marca personal i superant el rècord mundial d'Ian Thorpe per només una centèsima.
El 28 de juliol va guanyar el seu segon or;en els 200 metres lliures i va superar a Michael Phelps amb un temps rècord d'1: 42.00, superant la seva marca personal per més de quatre segons, i registrant un nou rècord mundial.

### Campionat Mundial en Piscina Curta de 2010
En el campionat mundial de 2010, va enduar-se l'or en els 400 m. lliures, superant de nou a Oussama Mellouli en una cursa gairebé idèntica a la de l'any anterior a Roma. En la final dels 200 m. lliures, va acabar cinquè, amb una diferència de més d'un segon del guanyador Ryan Lochte.

### Campionat Mundial de 2011
Va guanyar tres medalles de bronze en els 200 i 400 m. lliures, a més del relleu 4x100 combinat.